# Jørgen Christen Korsebjerg
Jørgen Christen Korsebjerg, egl. Jørgen Christensen (ca. 1708 i Kirkendrup, Næsbyhoved Broby Sogn – 27. juni 1789 på Korsebjerggård, Ubberud Sogn) var en dansk bonde.
Han var født på Fyn, hvor faderen, Christen Jørgensen (ca. 1687-1752, gift 2. gang med Maren Rasmusdatter, gift 2. gang med gårdfæster Søren Hansen), var gårdfæster. Moderen hed Maren Stephensdatter (død 1723). Navnet Korsebjerg tog han efter Korsebjerggård, som han fæstede 1731 og købte til selveje 1746. Gården var skyldsat til omkr. 6 tønder hartkorn og omfattede ca. 90 hektar, hvoraf halvdelen var bevokset med krat og skov. Han tog fat på et omfattende rydnings- og opdyrkningsarbejde. I datidens forkuede og uvidende bondestand var han et særsyn, og i meget synes han at have været sin samtidige, den sjællandske "lærde bonde" Hans Jensen Bjerregaard jævnbyrdig. Han var den første bonde, hvem Det Kongelige Danske Landhusholdningsselskab (1771) hædrede som praktisk agerdyrker, og ved selskabets årsmøde berettes der om hans "berømmelige Stræbsomhed og Flid i Henseende til hans Gaards Opbygning, Træ- og Frugthaveanlæg, Humle- og Vidjeplantning, Kartoffeldyrkning, Vands Afledning og anden Rydning i Henseende til levende Gærder og Stengærders Opførelse med 1200 Favne, Skovopelskning, flittig Læsning med videre". Selskabet optog ham som korresponderende medlem og skænkede ham sølvmedalje og sølvbæger. For at tilfredsstille sin lyst til læsning havde Korsebjerg efterhånden samlet sig en bogsamling af teologiske, juridiske, medicinske og filosofiske værker, og han erhvervede sig et fond af kundskaber, "som man aldrig skulde formode hos en Mand af Bondestanden". Han nød da også megen anseelse og påskønnelse.
Han blev gift 1. juli 1731 i Ubberud med Maren Rasmusdatter (født ca. 1693 i Næsby, død 19. december 1774 på Korsebjerggård, gift 1. gang med gårdfæster Oluf (Ole) Pedersen, Korsebjerggård, ca. 1665-1729), datter af gårdfæster Rasmus Jørgensen (død 1724, gift 2. gang med Karen Knudsdatter, død 1753, gift 2. gang med gårdfæster Rasmus Poulsen, død 1764) og Maren Larsdatter. Han overdrog 1776 Korsebjerggård til en søn og døde 27. juni 1789. Han er begravet i Ubberud.